# 新東京国際空港公団
新東京国際空港公団（しんとうきょうこくさいくうこうこうだん、英語表記:New Tokyo International Airport Authority :NAA）は、かつて存在した特殊法人。新東京国際空港公団法により1966年（昭和41年）7月30日設立され、新東京国際空港（現・成田国際空港）を設置・管理していた。2004年（平成14年）4月1日、成田国際空港株式会社法により解散。業務は成田国際空港株式会社に承継された。

## 概要

### 設立
新東京国際空港位置の閣議決定から2日後である1966年7月6日に「新東京国際空港公団法の施行期日を定める政令」が公布された。同11日から新東京国際空港公団設立委員会による設立準備が進められ、同30日に設立された。

### 業務
航空法ならびに国土交通大臣から指示された基本計画にしたがって、新東京国際空港の設置及び管理を行った。また、空港周辺における航空機の騒音等により生ずる障害の防止と損失補償のための業務も行った。
1980年の法改正以降は、国土交通大臣の認可を受けて一定の範囲で公団の委託事業や関連事業に投資をすることができるようになり、翌年芝山鉄道が設立されている。

### 財務及び会計
従来日本の空港は、建設費を国費で賄い国が直接管理することが通例であったが、新東京国際空港建設においては日本国政府が一部出資するほかは民間からの借入金を導入して、独立採算制による弾力的な運営を行い、空港使用料などの収入で借入金を償還するとする企業経営方式が採用された。
公団は事業年度毎に国土交通大臣から、予算等の認可、財務諸表の承認を受けた。一方、資金の借入のほか、新東京国際空港債券の発行をおこない、日本国政府の債務保証が認められた。
損益状況としては、償却費や業務管理費の負担により開港当初から赤字を計上していたが、取扱旅客及び貨物の順調な伸びに支えられ、1984年度には初めて黒字を計上、1991年度には224億円の黒字を計上し累積黒字は366億円に達した。しかし、翌1992年に第2旅客ターミナルビルが供用を開始したことによる償却負担等から再び赤字が続くようになった。2001年度には再び黒字を計上し、累積黒字が維持されている。

### 設立年月日
- 1966年（昭和41年）7月30日

### 組織・定員
- 役員：9人
- 職員：908人
- 合計：917人

### 事務所
- 千葉県成田市木の根字神台24
  - 設立当初は虎ノ門の共同通信会館に入居していた[2]。

### 歴代総裁
| 代 | 氏名     | 就任                       | 備考                                                                                                   |
| -- | -------- | -------------------------- | --- |
| 1  | 成田努   | 1966年（昭和41年）7月30日  | 元愛知用水公団理事長。                                                                                 |
| 2  | 今井栄文 | 1967年（昭和42年）10月3日  | 元海上保安庁長官。在任中に成田空港予定地の代執行が実施され、土田・日石・ピース缶爆弾事件の標的となる。 |
| 3  | 大塚茂   | 1974年（昭和49年）7月30日  | 元郵政事務次官、埼玉県副知事。開港時の総裁。                                                           |
| 4  | 中村大造 | 1980年（昭和55年）8月5日   | 元運輸事務次官。                                                                                       |
| 5  | 秋富公正 | 1983年（昭和58年）5月28日  | 元総理府総務副長官。                                                                                   |
| 6  | 松井和浩 | 1988年（昭和63年）12月20日 | 元運輸事務次官。                                                                                       |
| 7  | 山本長   | 1993年（平成5年）1月4日    | 元海上保安庁長官。                                                                                     |
| 8  | 中村徹   | 1994年（平成6年）7月30日   | 元運輸事務次官。                                                                                       |
| 9  | 黒野匡彦 | 2002年（平成14年）7月30日  | 元運輸事務次官。公団最後の総裁。引き続き成田国際空港株式会社においても社長を務める。                   |

## 沿革
- 開港までの経緯

- 1978年（昭和53年）
  - 3月26日 - 成田空港管制塔占拠事件[1]
  - 5月13日 - 成田新法成立
  - 5月20日 - 新東京国際空港開港[7]
    - 厳戒態勢の中、関係者のみの開港式典が旅客ターミナル北ウイング出発ロビーで行われ、福永運輸大臣が祝辞の中で「難産の子は健やかに育つ」と述べた[8]。

  - 5月21日 - 運航開始[7]

- 1983年（昭和58年）
  - 6月7日 - 東鉄工業作業員宿舎放火殺人事件
  - 8月8日 - 航空燃料パイプライン供用開始[7]（これにより日本国有鉄道による航空燃料暫定輸送が終了し、年間400万キロリットルの輸送能力を確保[9]）

- 1985年（昭和60年）
  - 6月23日 - 成田空港手荷物爆発事件[7]
  - 10月20日 - 10.20成田現地闘争[7]

- 1986年（昭和61年）
  - 11月26日 - 第2期工事に着手[7]

- 1989年（平成元年）
  - 2月28日 - 第1旅客ターミナルビル南ウイング附属棟完成[7]
  - 8月1日 - 航空科学博物館開館[7]

- 1991年（平成3年）
  - 3月19日 - JR、京成電鉄が第1旅客ターミナルビル地下「成田空港駅」への乗り入れ開始[7]
  - 11月21日 - 第1回成田空港問題シンポジウム開催（以後15回実施）[7]

- 1992年（平成4年）
  - 12月6日 - 第2旅客ターミナルビル供用開始（第1旅客ターミナルビル北ウイング、第1および第2サテライト閉鎖）[7]

- 1993年（平成5年）
  - 9月20日 - 第1回成田空港問題円卓会議開催（以後12回開催）[7]

- 1994年（平成6年）
  - 10月11日 - 第12回成田空港問題円卓会議開催（終了）[7]
  - 12月10日 - 円卓会議拡大運営委員会開催[7]
    - 「成田空港地域共生委員会」および「『地球的課題の実験村』構想具体化検討委員会」の設置要綱および構成員などについて合意し、円卓会議は名実ともに終結

- 1996年（平成8年）
  - 2月23日 - ホームページ開設[7]
  - 3月28日 - ILSカテゴリーⅢ運用開始[7]
  - 7月1日 - 本社を成田空港内に移転[7]
  - 7月18日 - 反対同盟「小川派」代表であった小川嘉吉と土地売買契約を締結[7]

- 1997年（平成9年）
  - 7月25日 - 韓国空港公団（KAA）と姉妹空港協定締結[7]
  - 7月28日 - 成田空港周辺地域共生財団設立[7]
  - 8月19日 - 木の根地区在住者らと移転を含めた生活設計などについての今後の協議を合意[7]
- 1998年（平成10年）
  - 5月～6月 - 成田市木の根の地権者らと移転補償契約を締結[7]
  - 5月27日 - 「エコ・エアポート基本構想」発表[10]
  - 10月12日 - 太陽光発電システム運用開始[7]
  - 11月10日 - ニューヨーク・ニュージャージー港湾公社と姉妹空港締結を調印[7]
- 2000年（平成12年）
  - 4月1日 - コージェネレーションシステム導入・運用開始[7]
  - 4月10日 - 飛行コース公開システム運用開始[7]

- 2002年（平成14年）
  - 4月18日 - 暫定平行滑走路としてB滑走路供用開始[7]
  - 4月25日 - 成田高速鉄道アクセス株式会社が設立[7]
  - 10月27日 - 芝山鉄道線開業[7]

- 2003年（平成15年）
  - 3月11日 - 「成田国際空港株式会社法案」が閣議決定[7]
  - 12月5日 - 東峰神社裁判の和解成立[7]

- 2004年（平成16年）
  - 4月1日 - 解散。業務は成田国際空港株式会社に引き継ぐ。